# Vegvísir

Vegvísir

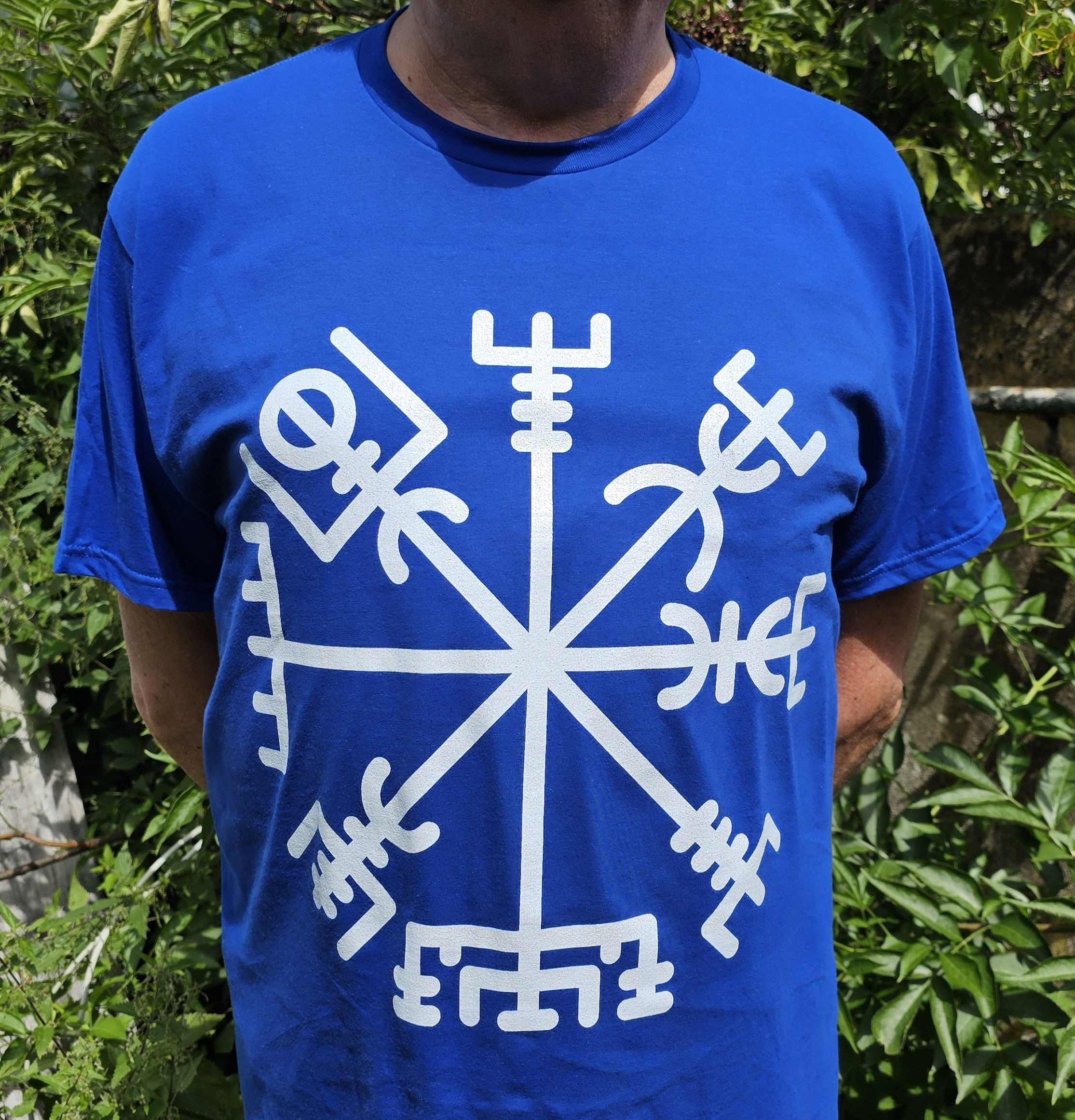
Vegvisir på T-tröja

Vegvísir (isländska för ”vägvisare, stigfinnare”) är ett modernt isländskt rungalder från 1860-talet; en uppsättning symboler uppbyggda av runliknande stavar. En vegvísir skulle hjälpa bäraren av symbolen att alltid hitta hem.